# Smartshop

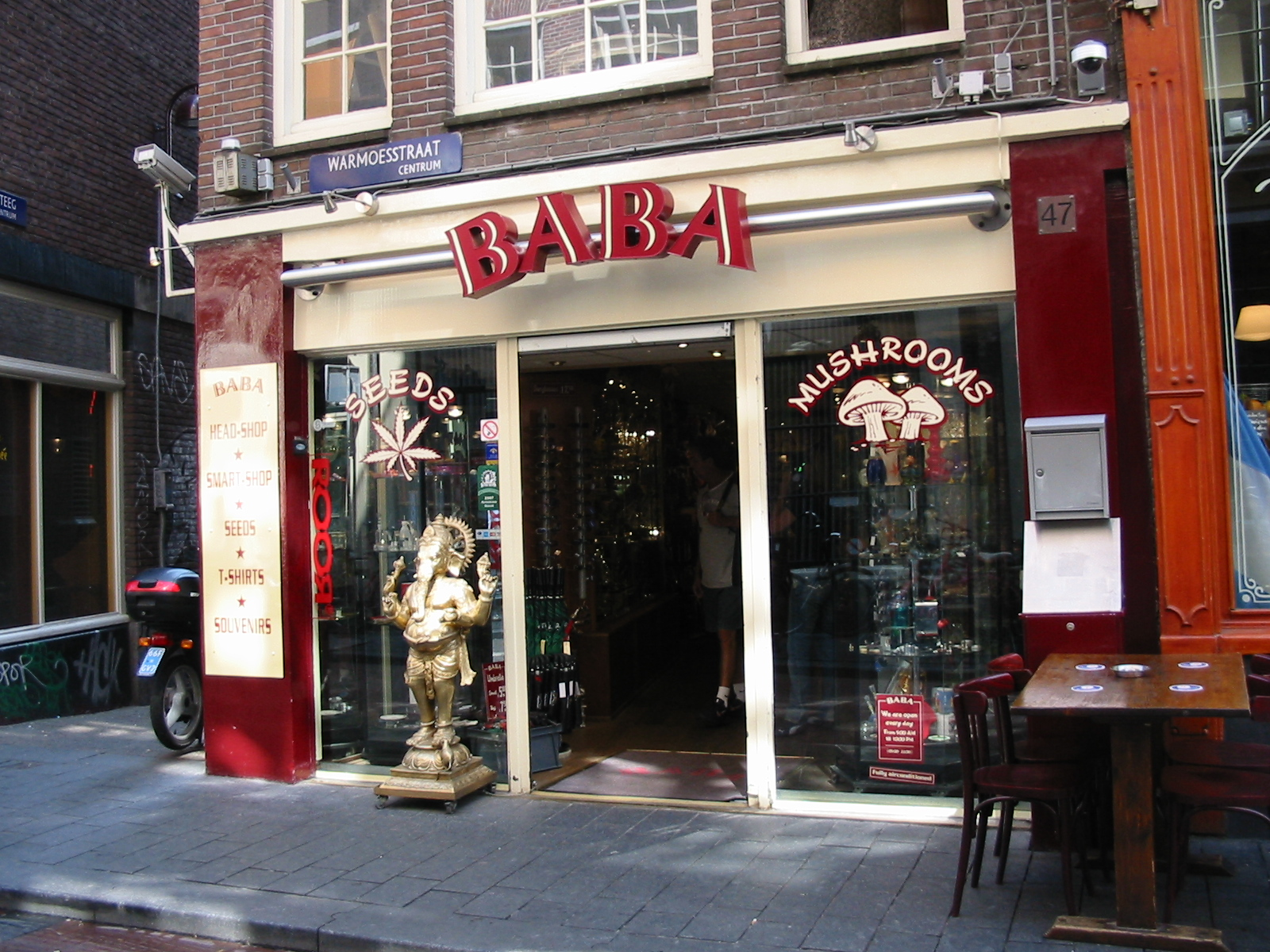
Een winkel met onder meer paddo's in de Warmoesstraat te Amsterdam

Een smartshop is een winkel die zich specialiseert in de verkoop van psychoactieve substanties, waaronder meestal natuurlijke psychedelica, en gerelateerde literatuur en accessoires. De naam is afkomstig van de zogenaamde smart drugs, een groep kruiden en voedingssupplementen waarvan het doeleinde is de cognitieve vermogens te stimuleren.
Het woord smartshop heeft in de Verenigde Staten, waar de verkoop van psychedelica verboden is, een andere betekenis. Daar heeft het sinds 2004 betrekking op een warenhuis dat de klant persoonsgerichte aanbevelingen geeft en op voor het individu interessante aanbiedingen wijst.
De middelen die in een smartshop verkocht worden zijn voornamelijk natuurlijk en allemaal legaal. Bekende producten die in smartshops verkocht worden zijn Salvia divinorum, cactussen, ayahuasca en andere kruiden, zaden en planten. Vaak worden er in een smartshop ook allerlei verschillende soorten pijpjes en bongs verkocht.

## Psychedelica, stimulantia en afrodisiaca

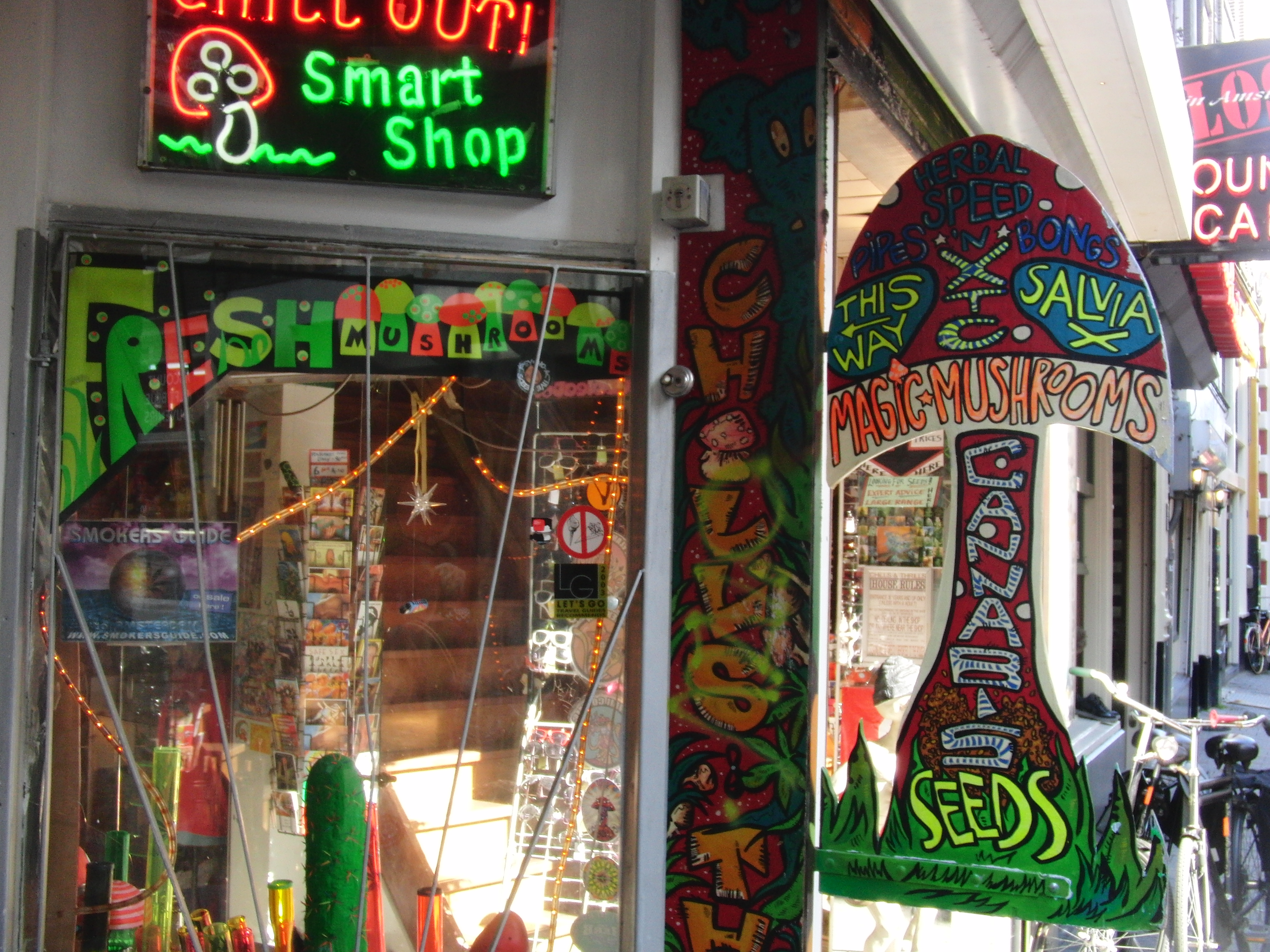
Amsterdamse smartshop (2009)

Smartshops staan er vooral om bekend alle door de lokale wetgeving toegestane psychedelica, stimulantia, empathogenen en afrodisiaca te verkopen. In Nederland, waar zich de meeste smartshops van Europa bevinden, behoren hiertoe tot het verbod in december 2008 ook de paddo's alsmede Salvia divinorum, Amanita muscaria (de vliegenzwam), de Peyote en San Pedrocactus, Tabernanthe iboga, cannabiszaden, en verschillende ingrediënten voor de bereiding van de Zuid-Amerikaanse visionaire drank Ayahuasca. Maar de "magic mushrooms", in Nederland vooral bekend als paddo's, zijn verreweg het populairste product. Ze bevatten psilocybine, een stof met psychedelische of entheogene eigenschappen.
Ayahuasca is een drank uit het Amazonegebied dat bestaat uit ten minste twee kruiden, waarvan een de entheogene stof DMT bevat, en de ander een MAO-remmer (monoamine-oxidaseremmer). DMT is een stof die net als psilocybine (een van de actieve stoffen in paddo's) een sterk visuele en mystieke tripervaring teweegbrengt. DMT is niet toxisch en niet verslavend. Wanneer het onder de juiste omstandigheden ingenomen wordt, bestaat er geen enkel gevaar voor de lichamelijke of geestelijke gezondheid.
Salvia divinorum is een betrekkelijk nieuw middel dat via het internet in korte tijd erg populair is geworden. Salvia divinorum is een hallucinogeen kruid dat meestal gerookt wordt en ongeveer 10 minuten lang een sterk visuele trip geeft. Het is als gedroogd kruid of als extract in de meeste landen legaal verkrijgbaar. De werkzame stoffen salvinorum A en B hebben een andere chemische structuur en werking dan psilocybine en DMT, en hoewel de werking absoluut psychedelisch van aard is, kan de werking van Salvia niet echt met die van paddenstoelen of ayahuasca vergeleken worden.
De bekendste hallucinogene cactussen zijn de Peyote en San pedro. De belangrijkste werkzame stof van deze cactussen is mescaline, een fenethylamine met psychedelische eigenschappen. Peyote en San Pedro worden al eeuwenlang gebruikt door de oorspronkelijke bewoners van Verenigde Staten en Mexico.

## Onderwijs en informatieverschaffing
Smartshops zijn een belangrijke bron van informatie over de middelen die ze verkopen. Ze geven veelal brochures met gebruiksaanwijzingen mee, te vergelijken met de bijsluiters die men in de verpakking van geneesmiddelen aantreft, waarin informatie gegeven wordt over contra-indicaties, bijwerkingen, en het belang van een goede set en setting. In Nederland is er relatief weinig officiële regulatie van de smartshops, maar de concentratie van expertise over een relatief exotisch segment producten, gecombineerd met het besef dat samenleving en politiek de smartshops nauwlettend in de gaten houden, heeft ze beslist de VLOS (Vereniging Landelijk Overleg Smartshops) op te richten die zich onder meer inzet voor de verspreiding van accurate informatie over hun waren.

## Geen verkoop meer van synthetische drugs
Smartshops in Nederland verkochten voorheen synthetische substanties die toen volgens de Opiumwet nog niet illegaal waren, zoals onder meer 2C-B en (tot 1999) 4-MTA. De verkoop van synthetische drugs die niet eenduidig toegestaan zijn als voedsel, voedingssupplement of medicijn, is in Nederland illegaal. Dit heeft het in de praktijk onmogelijk gemaakt ze via een erkend verkoopkanaal te verstrekken, zelfs als de productie en het bezit ervan volkomen legaal zijn. Smartshops hebben niet meer geprobeerd synthetische middelen op de markt te brengen sinds ze methylone (een alternatief voor MDMA) probeerden te verkopen als "luchtverfrisser", maar uiteindelijk in 2004 van de schappen moesten halen. Volgens de Inspectie voor de Gezondheidszorg was methylone namelijk een (niet geregistreerd) geneesmiddel.

## Accessoires en gebruikersartikelen
Smartshops verkopen allerlei producten die ontwikkeld zijn voor het gebruik van psychoactieve middelen, inclusief illegale drugs. In Nederland bestaat er geen "drug paraphernalia law" zoals in de Verenigde Staten en andere landen, waardoor de verkoop van bijvoorbeeld waterpijpen volkomen legaal is. Vooral de verkoop van boeken over de werking van illegale middelen of hun zelfs hun vervaardiging wordt zelden bekritiseerd, en zelfs beschermd door het grote belang dat gehecht wordt aan vrijheid van meningsuiting, dat in Nederland prominenter aanwezig is dan in andere Europese landen.
Veel van de accessoires die in smartshops verkocht worden verminderen direct of indirect de schade die het gebruik van illegale drugs met zich mee kan brengen. Zo zijn analysesets waarmee de zuiverheid van xtc getest kan worden van groot belang nu tabletten die als xtc verkocht worden allerlei stoffen kunnen bevatten, en vaak niet eens MDMA bevatten. Voedingssupplementen die bepaalde vitamines en aminozuren bevatten zijn specifiek ontwikkeld om de bijwerkingen van bepaalde illegale drugs te beperken. Zo kunnen  l-tryptofaan en 5-HTP gebruikt worden om de hoeveelheid serotonine (een belangrijke neurotransmitter) in het lichaam weer aan te vullen na het gebruik van MDMA, en zijn vitaminepreparaten van belang voor gebruikers van stimulantia zoals amfetamine. De laatste jaren is ook de 'vaporizer' in opkomst, een apparaat dat de geestverruimende en geneeskrachtige stoffen in cannabis verdampt in plaats van verbrandt, zodat de gebruiker geen voor de longen en gezondheid schadelijke rook hoeft te inhaleren, en ook het gebruik van tabak om een joint te kunnen draaien overbodig wordt.

## Smartshops volgens de Nederlandse wet
Wat de wetgeving betreft handelen smartshops op basis van een besluit van de Hoge Raad, die gesteld heeft dat niet bewerkte paddenstoelen en cactussen geen "bereidingen" zijn van de substanties die ze bevatten, en worden daarom niet verboden op basis van de Opiumwet of internationale wetgeving, ook al zijn de werkzame stoffen die ze bevatten dat wel.
Deze regelgeving verschilt duidelijk van de wet die geldt voor cannabisproducten. Die zijn officieel illegaal volgens de Opiumwet en internationale wetgeving, die in plaats van de cannabinoïden specifiek de plant zelf verbiedt. Cannabisproducten zoals wiet en hasj kunnen alleen verkocht en bezeten worden overeenkomstig een web van bepalingen waar het parlement zich min of meer stilzwijgend bij neerlegt. De verkoop van paddo's is sinds 1 december 2008 verboden en valt sindsdien niet meer onder de warenwet, maar onder de Opiumwet.

## Smartshops buiten Nederland
Een smartshop is niet hetzelfde als de headshops die in veel andere landen te vinden zijn. Headshops verkopen uitsluitend accessoires en gebruikersartikelen, terwijl smartshops meestal ook enkele psychoactieve middelen verkopen. Een voorbeeld hiervan is een smartshop in Lissabon, Portugal in de Bairro Alto, genaamd: Magic Mushroom Lisboa.